# Strategie de marketing
Strategia de marketing este obiectivul de creștere a vânzărilor și realizarea unui avantaj competitiv durabil.
Strategia de marketing include toate activitățile de bază și pe termen lung în domeniul marketingului care se ocupă cu analiza situației inițiale a unei societăți și formularea, evaluarea și selectarea strategiilor orientate către piață și să contribuie la îndeplinirea obiectivelor companiei.
Strategia de marketing poate să difere în funcție de poziția fiecărei companii.
Cu toate acestea, există o serie de modalități generice de categorisire a strategiilor, după cum urmează:
Leader              (lider)
Challenger          (candidat)
Follower            (discipol)
Nicher              (de nișă)